# Jens Neuhausen
Jens Neuhausen (22. juli 1774 i København – 20. januar 1816 smst) var en dansk maler og legatstifter (De Neuhausenske Præmier).
Han blev malersvend og besøgte som sådan Kunstakademiet, der 1801 gav ham en udmærket attest for dygtighed i hans fag. Samme år omtales han som malermester, 1802 vandt han den lille sølvmedalje, men vendte derpå kunsten, hvis dyrkere led nød og trang, ryggen, arbejdede som håndværker og blev en velstående mand. På auktionen efter Johannes Wiedewelts død 1803 erhvervede han en del af dennes tegninger m. m., hvilke han ved testamente af 10. juni 1812 tillige med sine malerier, bøger, kobbere, håndtegninger og efterladte formue skænkede til den fattige og nødlidende kunstskole, hvis elev han engang havde været, og hvis største og ædelmodigste velgører han således blev. Han var allerede dengang svag og lidende og døde i København 20. januar 1816, i sit 42. år.